# Erik Bruun de Neergaard
Erik Bruun de Neergaard (26. juli 1918 på Laurentiuslund i Valsølille Sogn – 20. november 2002) var en dansk dommer og politiker.
Han var søn af løjtnant Willy Bruun de Neergaard (1888-1968) og Karen Strøyberg (1890-1956), blev student fra Sorø Akademi 1936 og cand.jur. 1943. Samme år blev han dommerfuldmægtig i Skanderborg, fik samme stilling i Vejle 1947, Bogense 1954, Aalborg 1960 og blev konstitueret dommer i Vestre Landsret i 1964. Fra 1966 var Neergaard dommer i Aalborg Rets 1. afdeling, og fra 1973 i Aalborg by- og herredsret.
Neergaard var formand for bestyrelsen for Foreningen af Dommerfuldmægtige i Danmark 1958-63 og formand for Fredningsnævnet for Nordjyllands Amts sydlige fredningskreds 1973. Han var lokalformand i Aalborg for Dansk Juristforbund og Ridder af Dannebrog.
Han sad 1954-57 i Folketinget valgt i Vejle Amt og atter 1959-60 som repræsentant for Det Konservative Folkeparti.
18. juli 1947 ægtede han i Tølløse Kirke sin slægtning Magda Frederikke Agnes Wendela Charlotte Amalie Flach de Neergaard, datter af godsejer Jacob Flach de Neergaard (1891-1932) og Aase født komtesse Krag-Juel-Vind-Frijs (1892-1959).